# Posada Ravoux

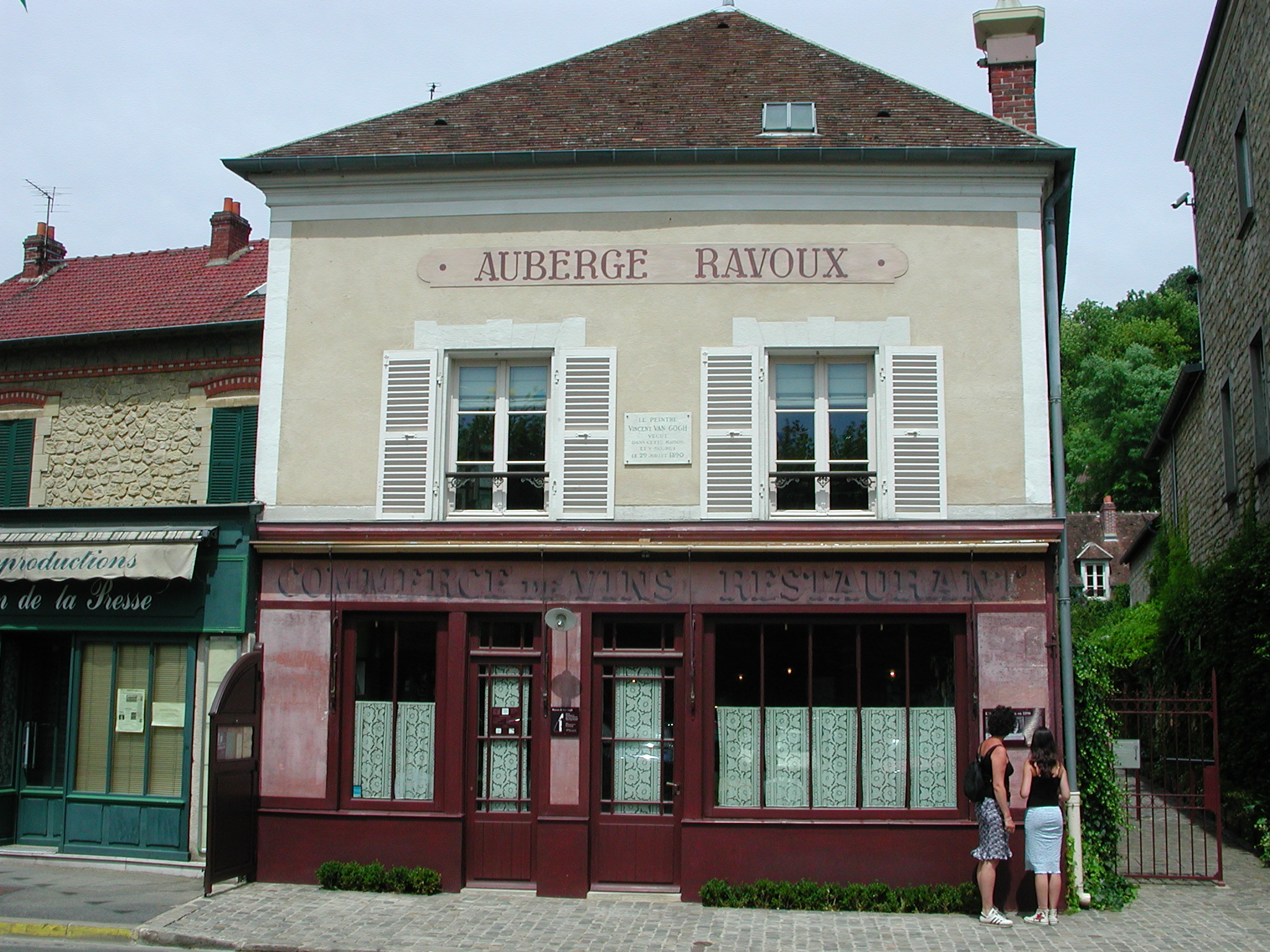
Posada Ravoux.

La Posada Ravoux es un hito histórico francés localizado en el centro del pueblo de Auvers-sur-Oise. Es conocida como la Casa de Van Gogh (Maison de Van Gogh) porque el pintor holandés Vincent van Gogh pasó los últimos 70 días de su vida como inquilino en ella. Durante su estancia en Auvers, Van Gogh creó más de 80 pinturas y 64 bocetos antes de pegarse un tiro en el pecho el 27 de julio de 1890, muriendo dos días más tarde el 29 de julio de 1890. El albergue (en francés, auberge: posada) ha sido restaurado como museo y atracción turística. La habitación donde Van Gogh vivió y murió ha sido restaurada y puede ser visitada por el público.

## Historia temprana (1876–1889)
La posada fue levantada a mediados del siglo XIX como casa familiar en la carretera principal que se dirige a Pontoise. Varias partes del edificio anterior fueron incorporadas – incluyendo una pared entera del siglo XVIII. Estaba idealmente situada delante del ayuntamiento. La hija del Señor Levert, el dueño original, aprovechó esta ubicación para abrir un negocio de vinos minorista. El carácter pintoresco del pueblo, así como su proximidad y conexión ferroviaria a París, lo convirtieron en un destino popular para los artistas, y de mediados a finales del siglo XIX una afluencia de pintores, como Daubigny, Cézanne, Pissarro, Daumier y Corot, vieron el pueblo convertirse en una colonia de artistas comparable a Barbizon.

## La estancia de Van Gogh (20 de mayo de 1890 – 29 de julio de 1890) y suicidio

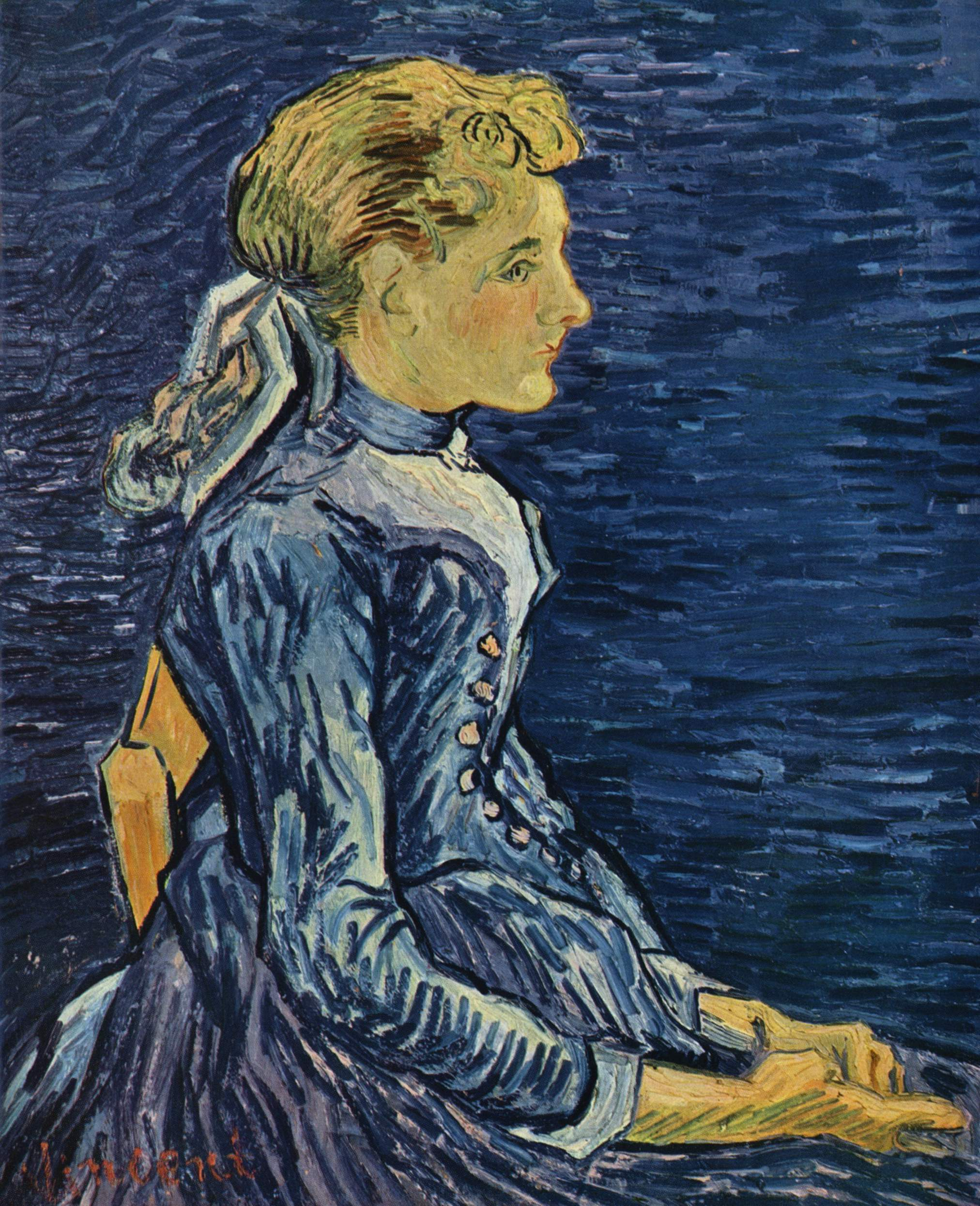
Vincent van Gogh: Retrato de Adeline Ravoux (Auvers, junio de 1890).

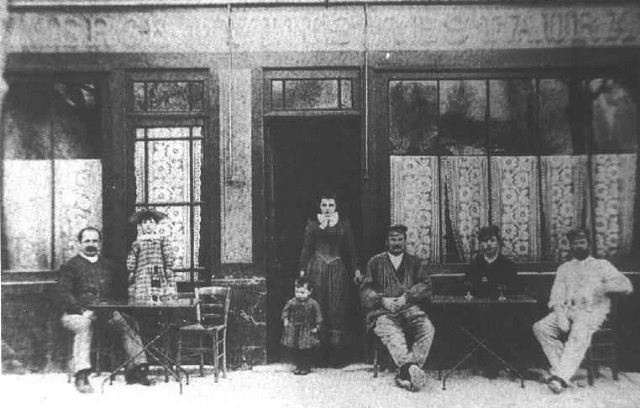
Posada Ravoux c. 1890. De izquierda a derecha: Arthur Gustave Ravoux, Germaine Ravoux, Raoul Levert, Adeline Ravoux. Vincent Levert puede ser uno de los tres hombres sentados a la derecha (© Museo Van Gogh).

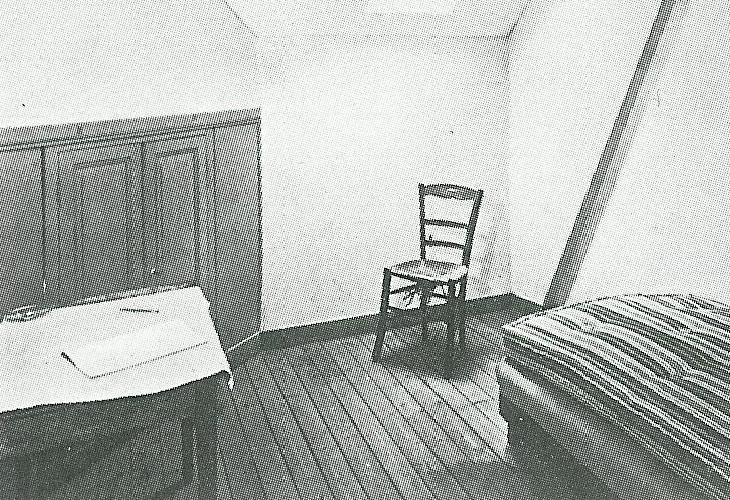
La habitación de Vincent en la Posada Ravoux.

En 1889 el contrato de arrendamiento de la casa fue asumido por Arthur Gustave Ravoux, que transformó el negocio en una posada popular entre la comunidad artística en Auvers. Durante la estancia de Van Gogh, las habitaciones estaban todas ocupadas por pintores holandeses y estadounidenses. El artista español Nicolás Martínez Valdivieso, que vivía cerca, comía en la posada con Van Gogh.
Van Gogh llegó a Auvers-sur-Oise el 20 de mayo de 1890. Había pasado un año en un asilo mental en Saint-Rémy-de-Provence y quería establecerse en el norte, más cerca de París. Camille Pissarro, amigo de Van Gogh, le sugirió que fuera a Auvers-sur-Oise donde el Dr. Gachet vivía y podría cuidar de él. El Dr. Gachet había tratado pacientes mentales antes y estaba interesado y simpatizaba con las artes. El doctor será inmortalizado en un célebre retrato que Van Gogh hizo de él en junio de aquel año, que alcanzó un precio récord de 82,5 millones de dólares en 1990.
A su llegada a Auvers, Van Gogh decidió quedarse en la posada Ravoux, principalmente porque era más barata que el hotel propuesto por el Dr. Gachet, que cobraba 6 francos a pensión completa. En la posada Ravoux, Vincent pagaba 3 francos 50 al día, a media pensión, y alquiló la habitación 5, una pequeña habitación en el ático de siete metros cuadrados que solo contenía una cama, una mesa de aseo y un armario empotrado. Guardaba sus pinturas y cuadros en un cobertizo de la parte de atrás. Conoció a Arthur Ravoux y su familia y pintó a Adeline Ravoux, la hija mayor de los Ravoux. Van Gogh quedó encantado con el pueblo y en una carta a su hermano Theo van Gogh alabó sus viejos techos de paja y sus colores, llamándolo “profundamente bello”. Encontró fascinante la yuxtaposición entre la vida rústica del campo y las adiciones modernas recientes, como el ferrocarril y el puente sobre el río Oise. Tenía buena salud, caminaba largas distancias con su equipo de pintura y pintaba todo lo que podía.
A pesar de su aprecio por el nuevo entorno y su actividad febril, en la mañana del 27 de julio de 1890, Van Gogh salió al campo y supuestamente se pegó un tiro en el pecho. La bala fue desviada por una costilla y se alojó en el estómago. Sobrevivió al disparo y logró caminar de regreso a la posada.  Adeline Ravoux más tarde recordó: 

"Vincent caminaba doblado, abrazándose el estómago, nuevamente exagerando su hábito de sostener un hombro más alto que otro. […] [Él] cruzó el vestíbulo, enfiló la escalera y subió a su habitación. Fui testigo de esta escena. Vincent nos causó una impresión tan extraña que papá se levantó y fue a la escalera para ver si podía oír algo. 
Pensó que podía escuchar gemidos, subió rápidamente y encontró a Vincent en su cama, acostado en una posición torcida, las rodillas contra la barbilla, gimiendo ruidosamente.  “Qué pasa,” dijo padre, “estás enfermo?” Vincent levantó su camisa y le mostró una pequeña herida en la región del corazón. Padre gritó: “Malheureux [pobre alma], qué has hecho?” 
“He tratado de suicidarme,” replicó Van Gogh."

A la mañana siguiente llegaron dos gendarmes para investigar los rumores de suicidio. Uno de ellos empezó a interrogar a Van Gogh de manera agresiva. Van Gogh respondió:

"Gendarme, mi cuerpo es mío y soy libre de hacer lo que quiera con él. No acusen a nadie, soy quién desea el suicidio."

 Arthur Ravoux disuadió al gendarme de interrogarle más.

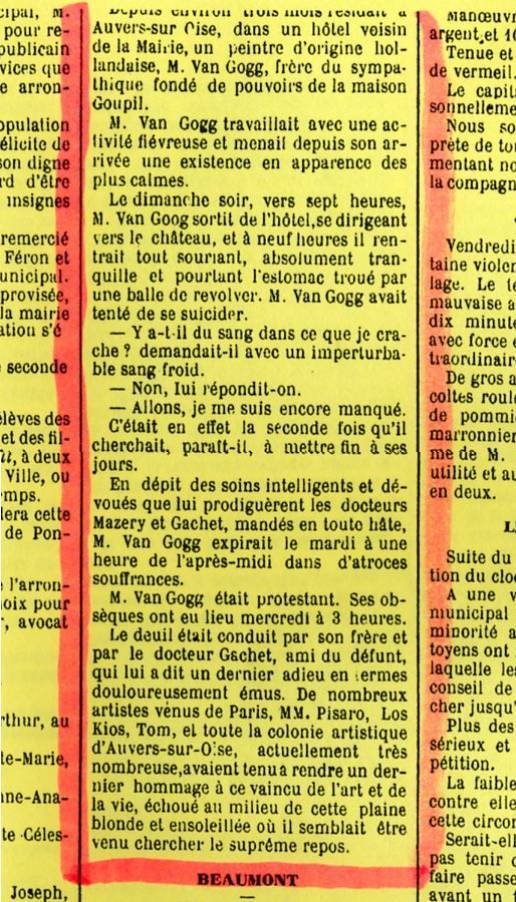
Le Régional informa del suicidio y el funeral de Van Gogh, 7 de agosto de 1890.

Dos días después Vincent sucumbió en presencia de Theo van Gogh. El cuerpo fue tendido en la habitación trasera de la posada. El ataúd fue hecho por Vincent Levert, cuyo hijo Raoul Levert había sido retratado por Vincent en Niño con naranja. Émile Bernard describió el ataúd cubierto por una sencilla tela blanca y flores amarillas: 

"...los girasoles que tanto amaba, dalias amarillas, las flores amarillas en todas partes. Era, como recordarán, su color favorito, el símbolo de la luz con la que soñaba tanto en los corazones de las personas como en las obras de arte."

 Su caballete, paleta y pinceles fueron colocados frente al ataúd. La habitación fue decorada con pinturas y dibujos de Vincent. Anton Hirschig, un compañero en la posada, más tarde los recordó,

"Estaba el que tenía los campos ondeando en el horizonte, el que tenía el sol colgando en medio, el que tenía el ayuntamiento decorado con banderas y linternas, el retrato de la chica vestida de azul sobre fondo azul y muchos otros ..."

Mientras Adeline Ravoux mencionó La iglesia de Auvers, Lirios, El jardín de Daubigny y Niño con naranja en sus memorias, Bernard menciona copias de La Piedad y Los prisioneros de Delacroix.
Hirschig también recordó que el ataúd estaba mal hecho y continuamente rezumaba, forzándoles a utilizar fenol porque hacía mucho calor.
Van Gogh fue enterrado el 30 de julio en el cementerio municipal de Auvers-sur-Oise en un funeral al que asistieron Theo van Gogh, Andries Bonger, Charles Laval, Lucien Pissarro, Émile Bernard, Julien Tanguy y el Dr. Gachet entre unos 20 familiares y amigos, así como varios lugareños (incluido Arthur Ravoux). El abad católico se negó a ofrecer un funeral por un suicida. Sin embargo, no pudo negarse al entierro porque el cementerio era público. El Dr. Gachet pronunció un sentido discurso fúnebre entre lágrimas. El funeral fue descrito por Émile Bernard en una emotiva carta a Albert Aurier y más tarde pintó un cuadro de él de memoria.
La muerte y funeral de Van Gogh fue descrito por el diario local Le Régional en su edición del 7 de agosto de 1890. El artículo informa con claridad de que Van Gogh padeció en su agonía, expirando después de "terrible sufrimiento" (dans d'atroces souffrances), un dato confirmado por Hirschig en una carta de 1911 a Albert Plasschaert. Theo grabó las últimas palabras de Vincent como "la tristeza durará para siempre" en una carta a su hermana Elisabeth datada el 5 de agosto de 1890.
A partir de entonces la habitación número 5 quedó marcada por el suicidio y no se pudo alquilar otra vez.  La estancia de Van Gogh en la posada Ravoux fue muy prolífica: en 70 días más de 80 pinturas y 64 dibujos vieron la luz, entre los que se encontraban Retrato del doctor Gachet, Trigal con cuervos, El ayuntamiento de Auvers el 14 de julio de 1890 y El jardín de Daubigny:

Van Gogh, a quien le encantaba darse un festín con la luz, transformó para siempre su pequeña habitación con poca luz en una habitación con vistas: solo tiene una claraboya para ver pasar el día, pero nos abrió una ventana.
Wouter van der Ween and Peter Knapp

## 1890–1985: La Casa de Van Gogh
La familia Ravoux dejó Auvers-sur-Oise en 1892. El periodo en torno al cambio de siglo vio el inicio de una nueva era de modernidad, especialmente con la instalación de farolas a gas en las calles y teléfonos en Auvers. Después de las primeras exposiciones de su trabajo a finales de los años 1880, Van Gogh gradualmente se convirtió en un artista de renombre internacional y, finalmente, un nombre famoso. En los años entre 1901 y 1915, se organizaron grandes exposiciones de su trabajo en ciudades que iban de París a Nueva York. Por entonces, la familia Blot, que eran los arrendatarios de la posada en aquel tiempo, empezaron a invitar a personas a ver la habitación de Vincent. En 1926 el nombre del albergue fue cambiado a La Casa de Van Gogh. El periodo durante y después de la Segunda Guerra Mundial vio una disminución en el interés por la posada, pero en 1952 fue comprada por Roger y Micheline Tagliana que restauraron la habitación de Vincent con la ayuda de Adeline Ravoux. La película El loco del pelo rojo de Vincente Minnelli fue filmada en Auvers y La Casa de Van Gogh fue presentada, generando mucha nueva publicidad para la ubicación.

## 1986-presente
Desde 1986 el albergue estuvo bajo la supervisión de Dominique-Charles Janssens. Un arquitecto galardonado, Bernard Schoebel, especializado en la restauración de hitos históricos, fue escogido para renovar la posada. La habitación de Van Gogh fue cuidadosamente restaurada a su condición original.  El comedor donde Van Gogh tomaba sus comidas fue también restaurado y es ahora un restaurante que sirve comidas inspiradas en la cocina regional del siglo XIX. Un espectáculo de diapositivas fue instalado en el ático detallando la vida y obra de van Gogh incluyendo extractos de sus cartas así como fotografías de la época.

## La habitación de Van Gogh
Desde 1993 más de un millón de personas han visitado la habitación de Van Gogh. La habitación 5, restaurada a su condición original, puede ser vista por el público. Los clavos en los que Van Gogh colgaba sus telas siguen en la pared. El cuarto permanece vacío y sin muebles, pero la habitación escasamente amueblada de al lado ocupada por el artista holandés amigo, Anton Hirschig, proporciona una idea de la atmósfera espartana del entorno final del artista.  La habitación contiene una vitrina de alta seguridad, esperando que la habitación 5 guarde un día una pintura de Van Gogh. En una carta a su hermano Theo, escrita durante su estancia en la posada Ravoux, Vincent confesó su anhelo de exhibir su trabajo en una cafetería: “Algún día u otro, creo que encontraré una manera de tener mi exposición propia en un café”. El Instituto Van Gogh, vía "el sueño de Van Gogh", una organización sin ánimo de lucro creada en 1987, cree que demasiados trabajos de Van Gogh permanecen en manos privadas y así inaccesibles al público, y su objetivo es cumplir el deseo de Vincent adquiriendo alguna de sus pinturas de Auvers para exhibirla en la habitación donde murió. En sus 37 años de vida, Van Gogh había vivido en más de treinta direcciones diferentes.